# Missa in angustiis
Die Missa in angustiis (lateinisch für „Messe in der Bedrängnis“; auch Nelson-Messe genannt, Hob. XXII: 11) in d-Moll ist die 11. Messkomposition von Joseph Haydn (1732–1809) und entstand im Jahre 1798. Sie wurde im selben Jahre in der Stadtpfarrkirche in Eisenstadt uraufgeführt, nachdem ursprünglich eine Aufführung in der Bergkirche vorgesehen gewesen war.

## Hintergrund
Haydn schrieb die Messe für seinen langjährigen Auftraggeber und Patron Nikolaus II. Esterházy de Galantha. Wie ihr Name („Messe in der Bedrängnis“) sagt, entstand sie in einer schwierigen Zeit, nämlich in der Zeit der napoleonischen Kriege, der sogenannten „Franzosenzeit“. Das zeigt sich auch darin, dass dies die einzige Messe Haydns ist, die in einer Moll-Tonart verfasst ist. 
Außerdem besteht die Besetzung zusätzlich aus drei Trompeten, da der Fürst seine Holzbläser entlassen hatte. Die ursprüngliche Besetzung war somit: Streicher, Trompeten, Orgel und Pauken. Haydn ergänzte später Holzbläser- und Hörnerstimmen. 
Die Messe umfasst klassisch Kyrie, Gloria, Credo, Sanctus, Benedictus und Agnus Dei. Sie weist viele düster klingende Momente auf, aber auch jubelnde Trompetenfanfaren.

## Beiname

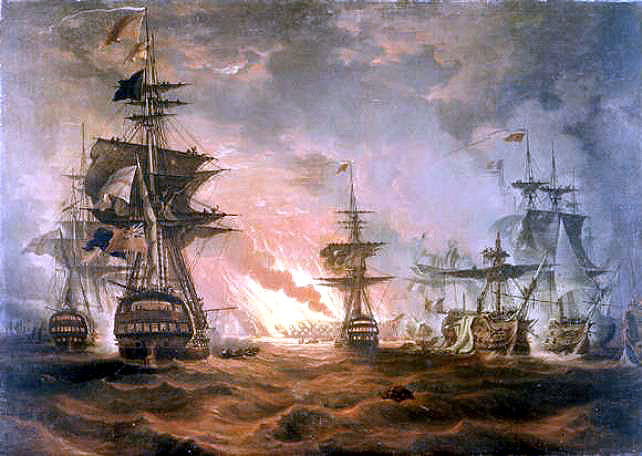
Die Seeschlacht bei Abukir

Das Werk soll seinen Beinamen dem Umstand verdanken, dass der britische Admiral Horatio Nelson auf seiner Rückreise von der siegreichen Seeschlacht bei Abukir, wo er die französische Flotte nahezu vernichtete, dem Fürsten Nikolaus II. Esterházy einen Besuch abstattete, wobei Nelson zu Ehren diese Messe aufgeführt wurde. 
Eine andere Legende besagt, dass Haydn während der Arbeit an der Messe erfuhr, dass Nelson Napoleon bei Abukir geschlagen hatte. Darauf führt man auch die Trompetenfanfaren innerhalb des Benedictus zurück.

## Aufbau
Die Messe ist sechsteilig angelegt:
Kyrie
01. Kyrie eleison. Allegro moderato. Sopran solo, Chor und Orchester (Tutti)
Gloria
02.  Gloria in excelsis Deo. Allegro. Soli SATB, Tutti
03.  Qui tollis. Adagio. Soli SB, Tutti
04. Quoniam tu solus sanctus. Allegro. Soli SATB, Tutti
Credo
05. Credo in unum Deum. Allegro con spirito. Tutti
06. Et incarnatus est. Largo. Soli SATB, Tutti
07. Et resurrexit. Vivace. Sopran solo, Tutti
Sanctus
08. Sanctus. Adagio – Allegro. Tutti
Benedictus
09. Benedictus. Allegretto – Allegro. Soli SATB, Tutti
Agnus Dei
10. Agnus Dei. Adagio. Soli SATB
11. Dona nobis pacem. Allegro vivace. Tutti